# گیلاس

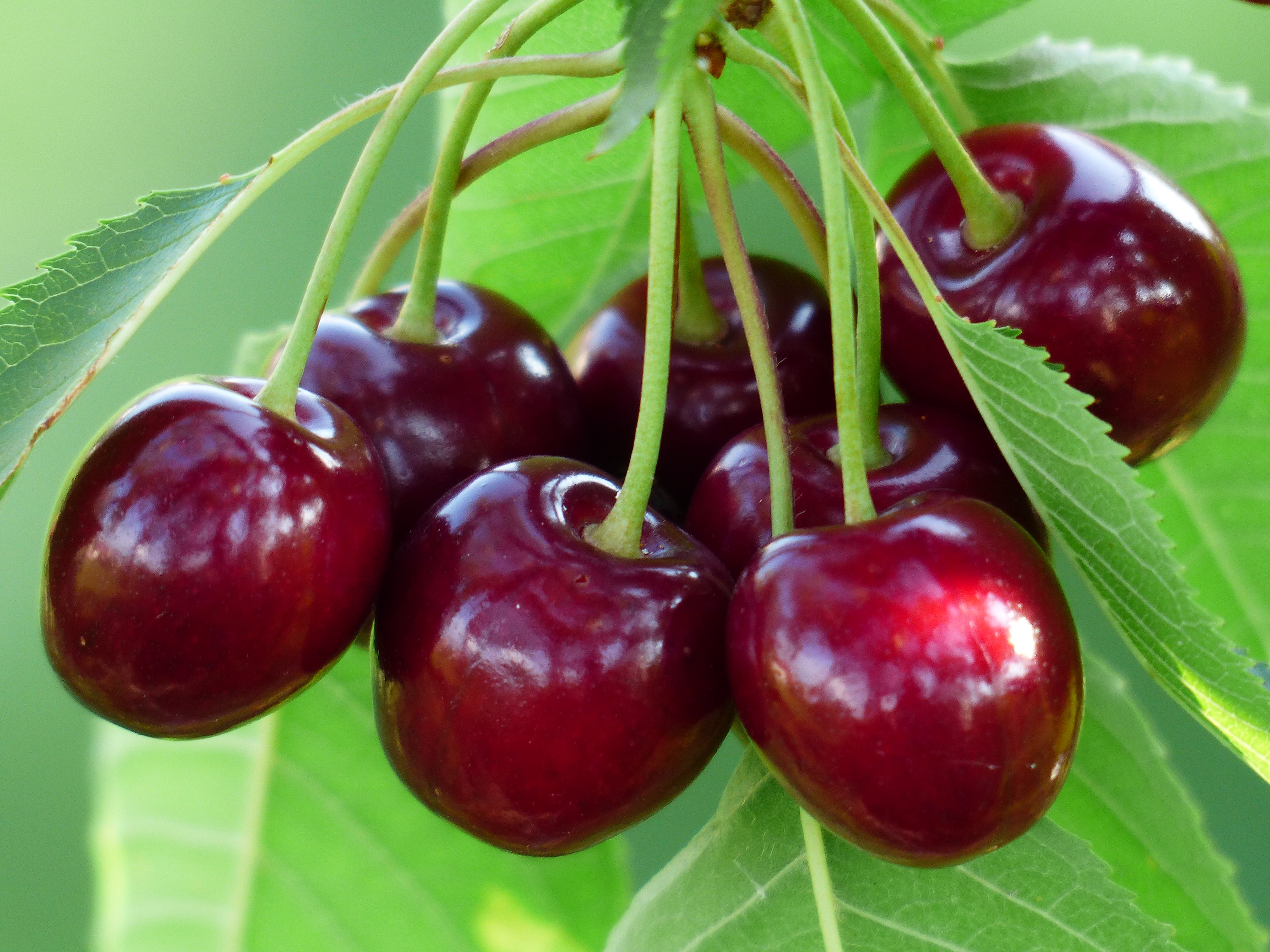
گیلاس

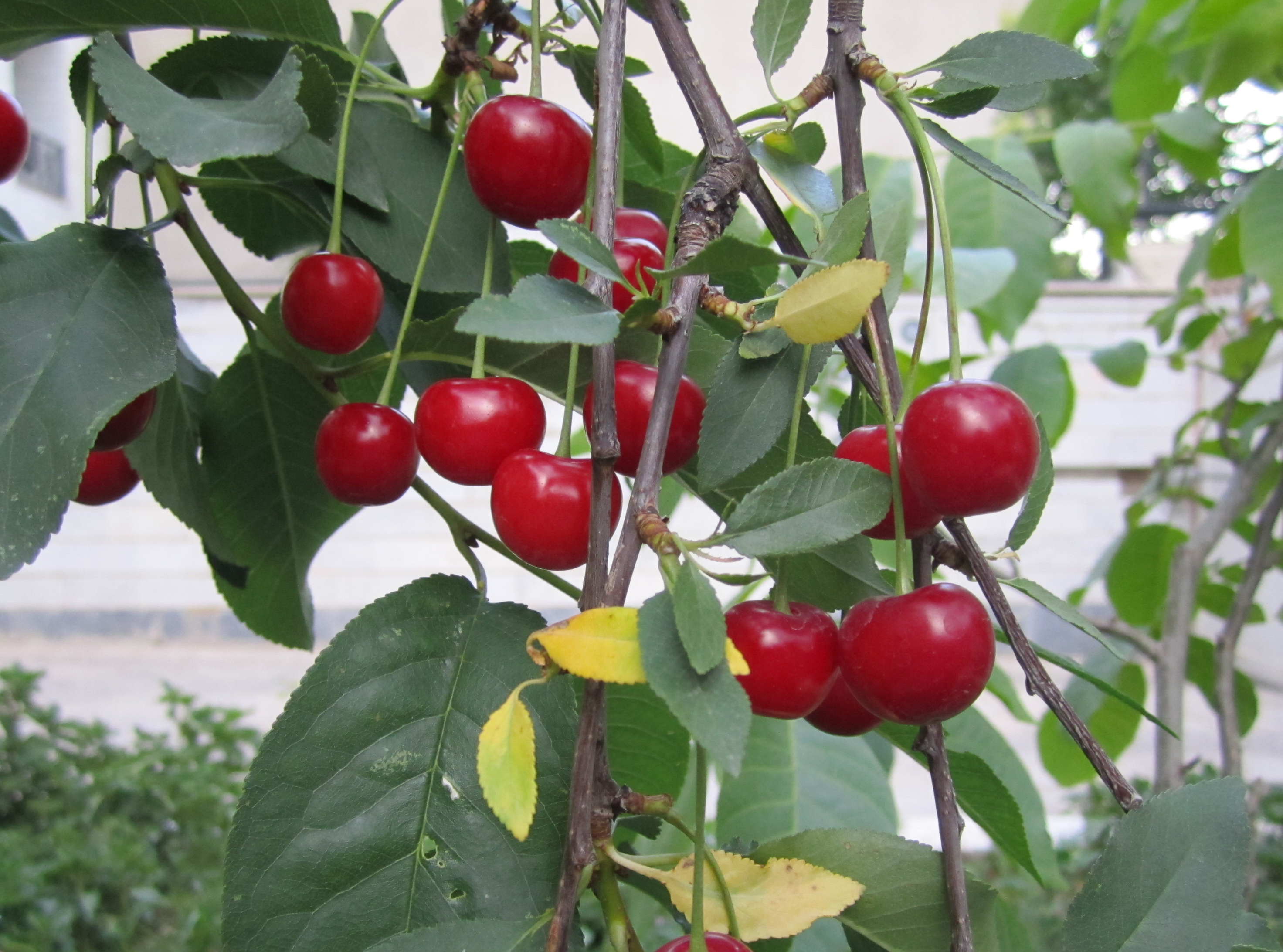
آلبالو

گیلاس، آلوکک به میوه بسیاری از درختان سرده پرونوس گفته می‌شود که دارای هسته و گوشت‌دار است. ترکیه، ایالات متحده آمریکا، ایران، ایتالیا و اسپانیا از عمده تولیدکنندگان میوه گیلاس در جهان هستند.
میوه گیلاسی که خرید و فروش می‌شود معمولاً ارقام گونه‌های محدودی مانند: گیلاس شیرین (گیلاس خودرو) و گیلاس ترش (آلبالو) هستند. نام «گیلاس» به درخت گیلاس هم گفته می‌شود و گاهی‌اوقات در مورد بادام و درختان گلدار مشابه سرده پرونوس مانند «گیلاس تزئینی» یا «ساکورا» هم استفاده می‌شود. گیلاس وحشی ممکن است به هر یک از گونه‌هایی که بدون کاشتن رشد می‌کنند گفته شود، گرچه در جزایر بریتانیا اغلب به گیلاس خودرو با نام «گیلاس وحشی» اشاره می‌شود.
گیلاس دارای گونه‌های متعدد و در تمام ایران پراکنده‌است. از گیلاس علاوه بر مصرف به عنوان میوه خام، آب میوه ، مربا و کمپوت ساخته می‌شود. این گیاه احتمالاً از منطقه‌ای بین دریای سیاه و دریای خزر منشأ گرفته‌است؛ ولی به نظر می‌رسد که در زمانهای قدیم آن را به اروپا برده باشند. بیشتر ارقام کشت شده آن در سرتاسر دنیا از اروپا منشأ گرفته‌اند، ولی تعدادی از ارقام مهم، در مناطق گیلاس خیز محلی انتخاب یا اصلاح گردیده‌اند.
ایران با تولید ۲۲۵ هزار تن (۱۲درصد تولید دنیا) سومین تولیدکننده گیلاس در جهان می‌باشد (بعد از ترکیه و آمریکا).

## نام‌شناسی
| واژه        | گیلاس                                     |
| معادل ابجد  | 121                                       |
| تعداد حروف  | 5                                         |
| تلفظ        | gilās                                     |
| نقش دستوری  | اسم                                       |
| ترکیب       | (اسم) [مٲخوذ از یونانی: (κεράσι) (kerasi) |
| مختصات      | (اِ.)                                      |
| آواشناسی    | gilAs                                     |
| الگوی تکیه  | WS                                        |
| شمارگان هجا | 2                                         |
| منبع        | لغت‌نامه دهخدا [۱]                         |

## گیاه‌شناسی
بسیاری از گیلاس‌ها عضو زیرسرده Cerasus هستند که با داشتن گل در گل‌آذین دیهیم چندگانه (نه به صورت منفرد و نه گل‌آذین خوشه‌ای) و با داشتن میوهٔ صافی با یک شیار کم‌عمق در امتداد یک طرف یا بدون شیار مشخص می‌شوند. این زیرسرده بومی مناطق معتدل نیم‌کره شمالی هستند که دو گونه از آن در آمریکا، سه گونه در اروپا و بقیه در آسیا وجود دارند. بقیه آنها عضو زیرسرده گیلاس‌های پرنده هستند.

## ارزش غذایی
گیلاس‌های شیرین خام دارای ۸۲٪ آب، ۱۶٪ کربوهیدرات، ۱٪ پروتئین و مقدار ناچیزی چربی (جدول) هستند. فیبر غذایی وویتامین ث متوسطی دارند درحالی‌که دیگر ویتامینها و مواد مغذی معدنی هر کدام کمتر از ۱۰٪ مقدار نیاز روزانه در هر وعده غذایی هستند (جدول).
در مقایسه با گیلاس‌های شیرین، گیلاس ترش خام (آلبالو) در هر ۱۰۰ گرم حاوی مقدار کمی بیشتر ویتامین ث (۱۲٪) و ویتامین آ (۸٪)هستند (جدول).

## کشت

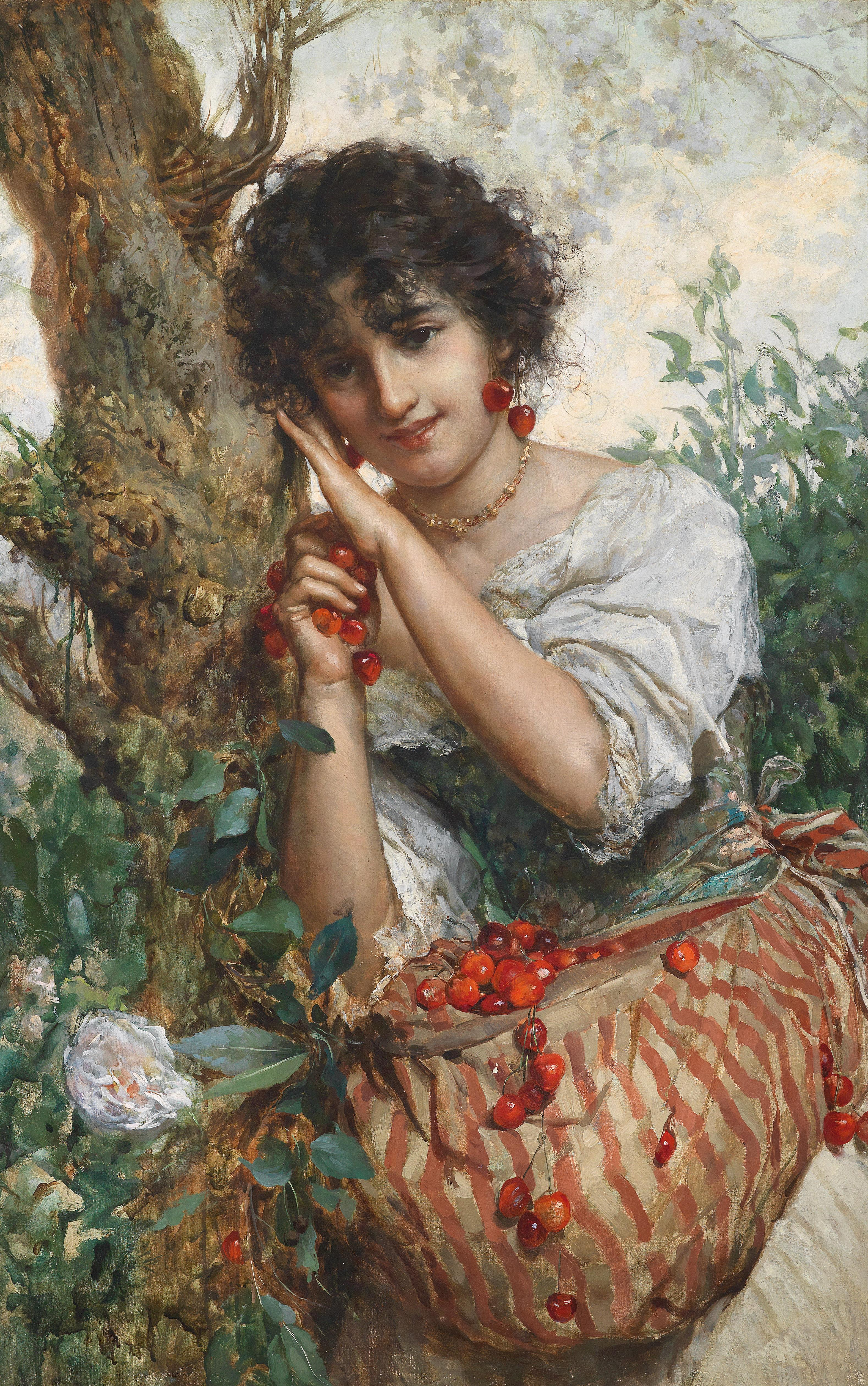
زمان گیلاس اثر نقاش ایتالیایی سالواتوره پوستیلیونه

اشکال کشت شدهٔ گونهٔ گیلاس که بیشتر گیاهان گیلاس متعلق به آن هستند گیلاس شیرین و گیلاس ترش (آلبالو) است که بیشتر برای آشپزی استفاده می‌شود. منشأ هر دوی این‌گونه‌ها از اروپا و آسیای غربی است، آنها به‌طور مصنوعی گرده‌افشانی نمی‌کنند. بعضی از گونه‌های دیگر، علیرغم داشتن میوه‌های خوراکی، جهت مصرف به‌طور گسترده‌ای کشت نمی‌شوند، به جز در مناطق شمالی که دو گونه اصلی رشد نمی‌کنند. آبیاری، سم‌پاشی، کار لازم برای پرورش، و آسیب‌پذیر بودن آنها در برابر باران و تگرگ، باعث می‌شود قیمت گیلاس نسبتاً گران باشد. با این حال تقاضا برای آن زیاد است. در تولید تجاری، گیلاس با استفاده از یک «لرزاننده» مکانیکی چیده می‌شود.البته چیدن با دست هم برای جلوگیری از آسیب رسیدن به میوه و درختان به‌طور وسیعی رایج است.

### فصل رویش
همانند بسیاری از درختان عرض جغرافیایی معتدل، دانه‌های گیلاس نیاز به قرار گرفتن در معرض سرما برای جوانه‌زدن دارند (سازگاری که در طول پاییز مانع از جوانه‌زنی و از بین رفتن آن در اثر سرمای زمستان می‌شود). گیلاس‌ها در پاییز (پس از آغاز خنک شدن هوا) کاشته می‌شوند و نهال‌ها در بهار ظاهر می‌شوند.درخت گیلاس سه یا چهار سال طول می‌کشد تا برای اولین بار میوه تولید کند و هفت سال هم طول می‌کشد تا به درختی بالغ و کامل تبدیل شود. به دلیل نیاز به شرایط آب و هوایی سرد، هیچ‌یک از سرده‌های پرونوس در هوای گرمسیری رشد نمی‌کند.
گیلاس فصل رشد کوتاهی دارد و می‌تواند در بیشترین عرض‌های مناطق معتدل رشد کند. گیلاس در ماه آوریل شکوفه می‌دهد (در نیمکره شمالی) و اوج فصل برداشت گیلاس در تابستان است. در اروپای جنوبی در ماه ژوئن، در آمریکای شمالی در ماه ژوئن، در انگلستان در اواسط ماه ژوئیه و در جنوب بریتیش کلمبیا (کانادا) در ماه ژوئن تا اواسط ماه اوت شکوفه می‌دهد. در بسیاری از نقاط آمریکای شمالی، آنها در میان اولین میوه‌های درختی هستند که گل داده و در اواسط بهار می‌رسند.
در نیمکره جنوبی، گیلاس معمولاً اواخر ماه دسامبر در حداکثر میزان و به‌طور گسترده‌ای همراه کریسمس هستند.

### آفات و بیماری‌ها
به‌طور کلی کاشت و نگهداری درخت گیلاس کار دشواری است. در اروپا اولین آفت قابل مشاهده در فصل رشد بلافاصله پس از شکوفه‌دادن (در ماه آوریل در اروپای غربی) شته سیاه گیلاس است که
با تجمع مگس‌های سیاه در پشت برگ آنها از شیره گیاهی استفاده نموده و سبب پیچ خوردگی برگ و سر شاخه‌ها، ضعف عمومی و انتقال بیماری‌های ویروسی می‌شوند. در مرحله کشت در ماه ژوئن / ژوئیه (در اروپا)، مگس گیلاس در میوه‌های نارسیده تخم می‌گذارند، بعدها لارو آن‌ها از گوشت گیلاس تغذیه می‌کنند و از طریق یک سوراخ کوچک (حدود ۱ میلی‌متر قطر) خارج می‌شوند، که به نوبه خود پس از بارندگی نقطه ورود عفونت قارچی به میوه گیلاس است. علاوه بر این، درختان گیلاس به زغالک (شانکر باکتریایی)، شانکر سیتوسپورائی، پوسیدگی ریشه، خاک بسیار مرطوب، پوسیدگی تاج و چندین ویروس حساس هستند.

## ارقام گیلاس در ایران
- گیلاس سیاه مشهد
- گیلاس تکدانه مشهد
- گیلاس شیشه ای استای
- گیلاس سفید همدان
- گیلاس سفید اصفهان
- گیلاس قرمز ارومیه
- گیلاس سیاه دانشکده کرج
- گیلاس زرد دانشکده کرج
- گیلاس قرمز کرج کرج
- گیلاس سیاه شبستر
- گیلاس صورتی لواسانات
- گیلاس حاج یوسفی
- گیلاس سیاه قزوین
- گیلاس زرد مشگین‌شهر
- گیلاس فرنگی
- گیلاس ژاپنی
- گیلاس پیش رس سیلویا
- از ارقام خارجی که کشت آنها در ایران رواج دارد:
- بینگ - Bing
- پروتیوا -Protiva
- گیلاس ناپلئون
- گیلاس لامبرت
- گیلاس باربون
- گیلاس زرد چینی
- گیلاس رژینا
- معروف‌ترین رقم آلبالوی ایران چمپای مشهد است.

در ایران پنج گونه گیلاس بیشتر مورد توجه است و توسط باغ داران تولید می‌شود:
1. گیلاس پایه‌رویشی گیزلا: این گیلاس اصلاح شده بسیار پربار بوده و به کم‌آبی و آفت مقاوم می‌باشد.
2. گیلاس تکدانه سیاه: این گیلاس درشت است و بافت گوشتی دارد. در مقایسه با سایر گیلاس‌ها سفت‌تر است و مناطق کوهپایه‌ای و معتدل نیز کشت می‌شود.
3. گیلاس خوشه‌ای: این گیلاس بیشتر در مناطق سردسیر کشت می‌شود. میوه‌های این درخت درشت و به صورت خوشه‌ای است و جزو درختان پربار به حساب می‌آید.
4. نهال گیلاس زرد: این نوع گیلاس زودبازده و پربار است و بیشتر در مناطق سردسیر مانند ارومیه پرورش داده می‌شود.

۵- گیلاس صورتی: این گیلاس در ارتفاعات سردسیر پرورش داده می‌شود و میوه ای گوشتی با رنگی صورتی دارد. گیلاس صورتی پس از ۲ سال به بار می‌نشیند.

## بزرگترین تولیدکنندگان گیلاس در جهان
| تولید جهانی گیلاس در سال ۲۰۲۰                | تولید جهانی گیلاس در سال ۲۰۲۰ |
| کشور                                         | میلیون تن                     |
| -------------------------------------------- | ----------------------------- |
| ترکیه                                        | ۹۱۴٫۱۲۸                       |
| ایالات متحده آمریکا                          | ۳۵۸٫۱۷۶                       |
| روسیه                                        | ۳۰۵٫۸۰۰                       |
| ایران                                        | ۲۸۵٫۷۳۱                       |
| ازبکستان                                     | ۲۵۵٫۷۱۸                       |
| شیلی                                         | ۲۵۵٫۷۱۱                       |
| اوکراین                                      | ۲۱۳٫۱۸۰                       |
| لهستان                                       | ۲۰۲٫۹۰۰                       |
| صربستان                                      | ۱۸۰٫۶۹۹                       |
| ایتالیا                                      | ۱۰۴٫۳۸۰                       |
| World                                        | ۴٫۰۸۸٫۵۹۵                     |
| Source: UN Food and Agriculture Organization |                               |

!colspan=3|منبع: فائو
|}

نمودار مقایسه تولید سالیانه گیلاس در ایران و سایر تولیدکنندگان اصلی این محصول

در سال ۲۰۲۰ تولید جهانی گیلاس‌های شیرین ۴ میلیون تن بود که ترکیه ۲۲ درصد از این کل را تولید می‌کرد. سایر تولیدکنندگان عمده گیلاس‌های شیرین ایالات متحده،  روسیهو ایران بودند.

### خاورمیانه
عمده باغ‌های گیلاس تجاری در غرب آسیا در ترکیه (عمدتا آناتولی)، ایران، سوریه، ازبکستان، لبنان (دره بکا) و اسرائیل (گلن هیتز، گشوس و گالیله شمالی) قرار دارند.

### اروپا
عمدهٔ باغ‌های گیلاس تجاری اروپا در ترکیه، ایتالیا، اسپانیا و دیگر مناطق مدیترانه‌ای هستند و درکشورهای حوزه دریای بالتیک و مناطق جنوبی اسکاندیناوی هم به میزان کمتری وجود دارند.
در فرانسه اولین گیلاس‌های فصل در ماه آوریل/ مه از منطقه سره (پیرنه-اورینتال) می‌آیند. آنجا تولیدکنندگان محلی به عنوان سنتی از سال ۱۹۳۲ شروع شده‌است، نخستین جعبه گیلاس را برای ریاست جمهوری ارسال می‌کنند.

### آمریکای شمالی
در ایالات متحده، بیشتر گیلاس‌های شیرین در واشینگتن، کالیفرنیا، اورگان، ویسکانسین و میشیگان پرورش داده می‌شوند.ارقام مهم گیلاس‌های شیرین آمریکا عبارتند از:گیلاس آمریکایی (بینگ)، آلستر، رینیِر، بروکس، تولارِ، کینگ و سویت‌هارت هستند.
گیلاس‌های بومی و غیر بومی در استان‌های انتاریو و بریتیش کلمبیا در کانادا به خوبی رشد می‌کنند. جشن سالانه گیلاس در آن استان‌ها به مدت هفت دهه متوالی در دره اوکناگن شهر اوسیوس برگزار شده‌است.

### استرالیا
در استرالیا، گیلاس در همه ایالت‌ها به جز قلمرو شمالی پرورش می‌یابد. مناطق تولیدکننده اصلی در مناطق معتدل در نیو ساوت ولز، ویکتوریا، استرالیای جنوبی و تاسمانی قرار دارند. استرالیا غربی تولیدات محدودی را در بخش‌های مرتفع در ایالت‌های جنوب غربی دارد. مناطق تولید کنندهٔ کلیدی عبارتند از:منطقه یانگ و بثرست در نیو ساوت ولز، وندین در گولبرن و مناطق دره موری در ویکتوریا، منطقه آدلاید هیلز دراسترالیای جنوبی و دره هوون و درونت در تاسمانی.
برنامه اصلاح نژاد گیلاس استرالیا در حال توسعه یک سری از گونه‌های جدید است که تحت بررسی هستند.
شهر یانگ در نیو ساوت ولز، «پایتخت گیلاس استرالیا» نامیده می‌شود و میزبان جشنواره گیلاس ملی است.

## استفاده‌های دیگر
چوب گیلاس برای رنگ باشکوه و مرتب آن در تولید مبلمان خوب، به ویژه میز، میز و صندلی ارزشمند است.زنبور عسل از گل‌های این درخت شهد و گرده برمی‌دارد.

## نگارخانه

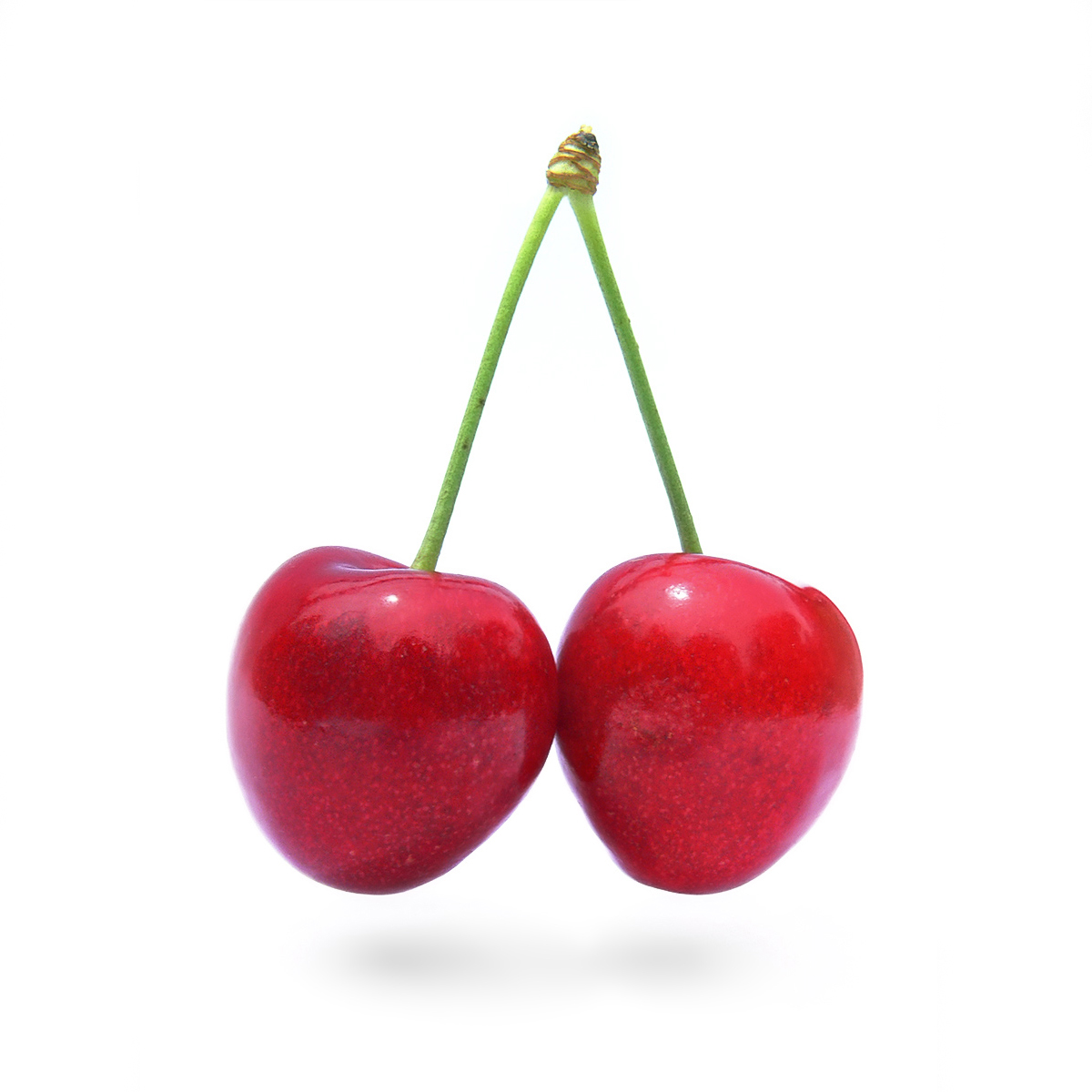
گیلاس تقریبا رسیدهگیلاس
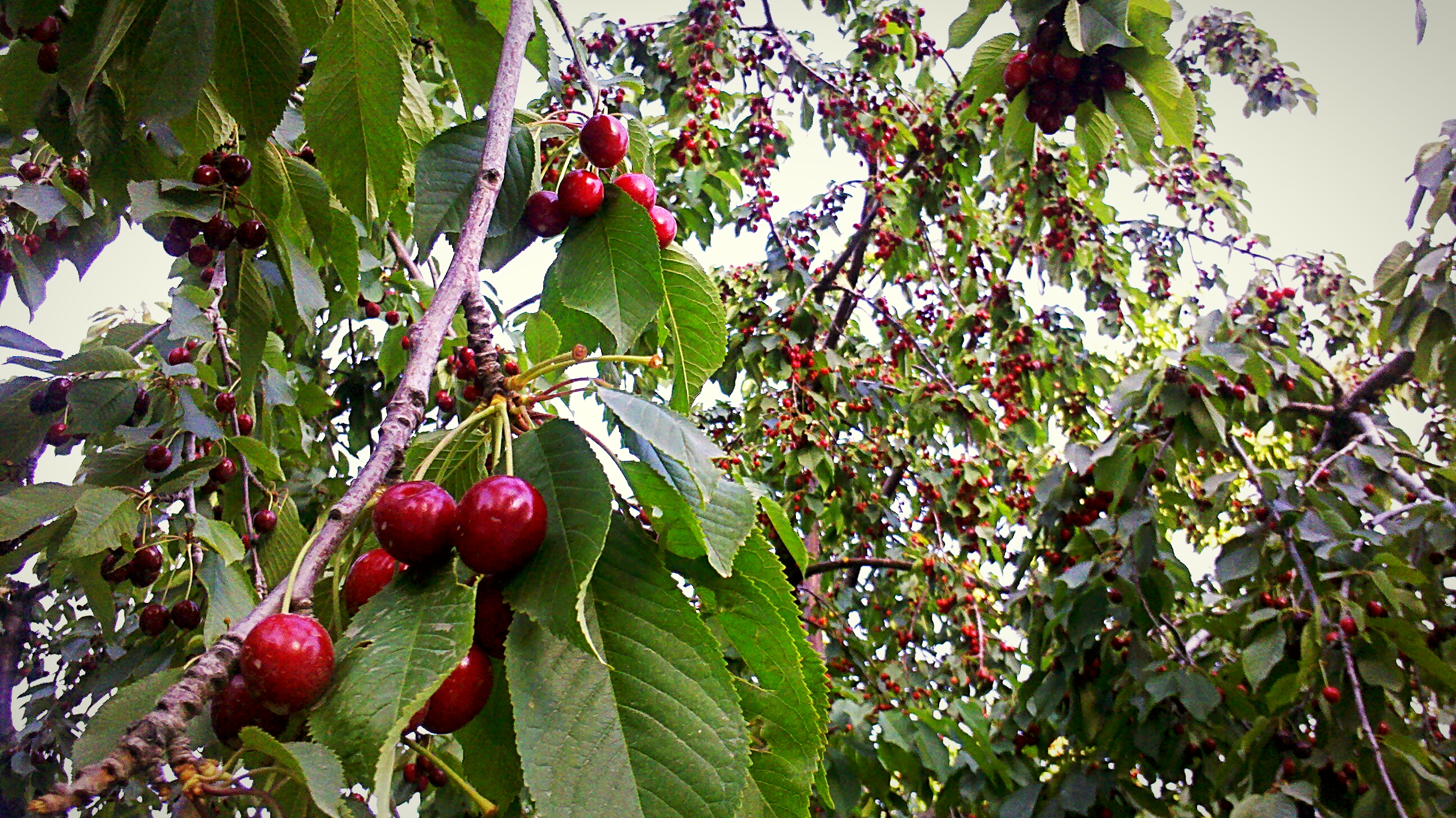
گیلاس‌های شیرین رسیده تهران
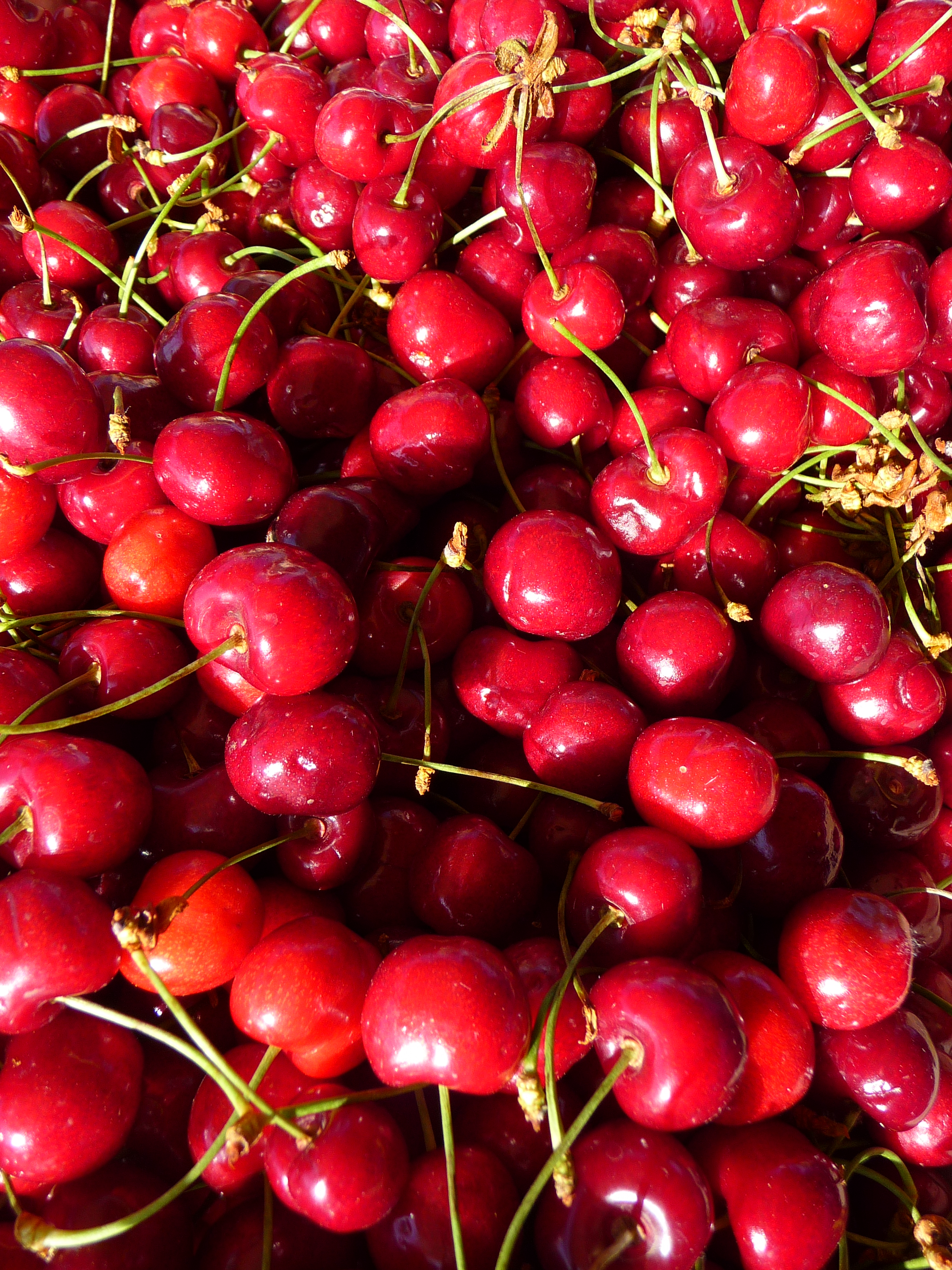
گیلاس شیرین یا گیلاس خودرو
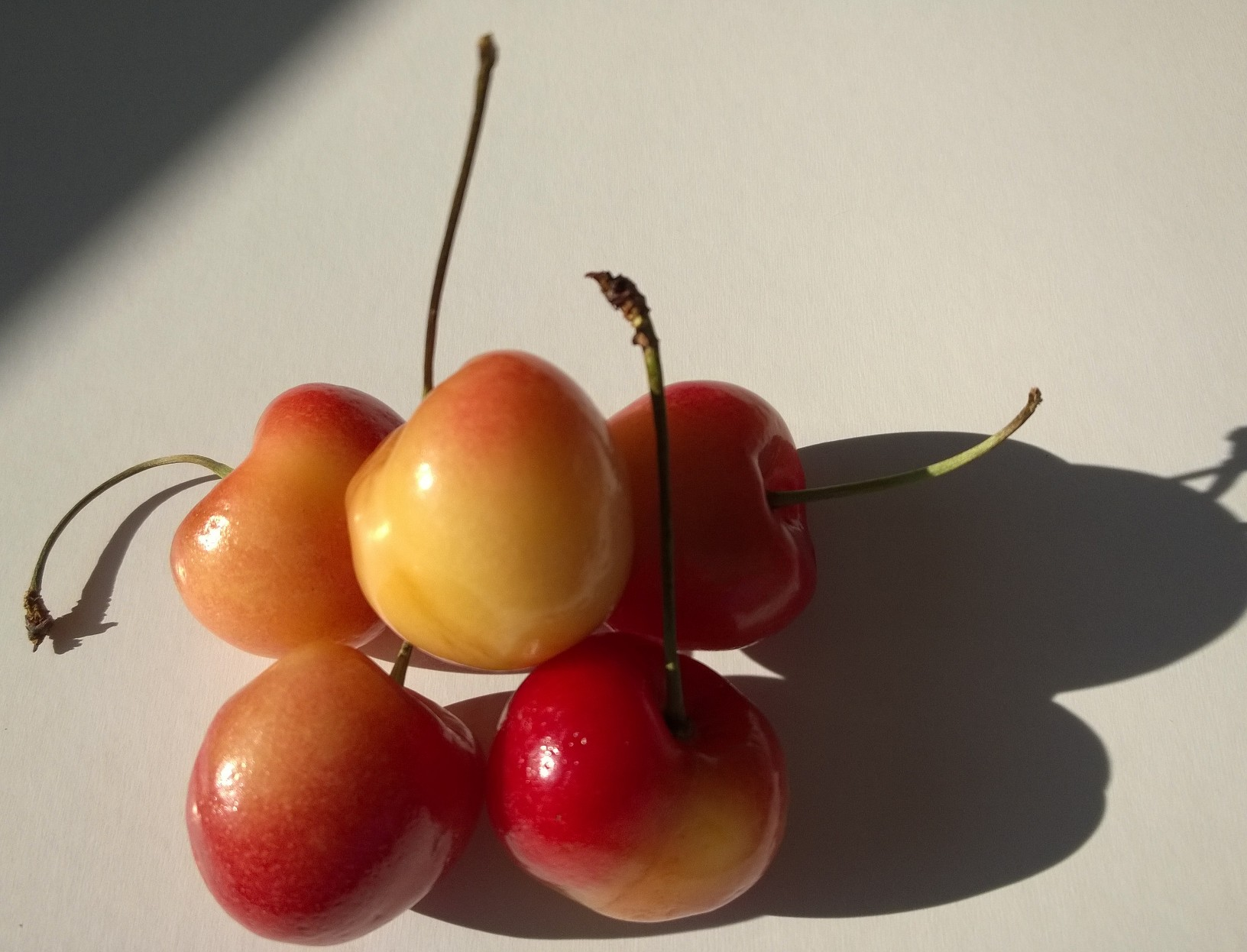
گیلاس رقم رینیِر از ایالت واشینگتن،ایالات متحده